# Classic Rock (rivista)
Classic Rock è una rivista britannica dedicata alla musica rock, pubblicata da Future, che è anche responsabile delle pubblicazioni "gemelle" Metal Hammer e Prog. Sebbene si concentri principalmente sulle band chiave dagli anni '60 ai primi anni '90, la rivista include anche articoli e recensioni di artisti contemporanei e nuove band che ritiene degne di nota.
Nel dicembre 2012 fu poi fondata la versione italiana della rivista con il nome di Classic Rock Lifestyle, che dal numero 58 ha modificato il nome in Classic Rock.

## Storia
Classic Rock iniziò le pubblicazione nel 1998 come pubblicazione saltuaria della Future plc, per divenire in seguito una delle riviste di musica più vendute nel Regno Unito. Nel settembre 2010 ha pubblicato il suo 150º numero.
L'ex proprietario TeamRock ha acquistato Metal Hammer, Prog e Classic Rock da Future nel 2013. Il 19 dicembre 2016, TeamRock ha chiamato gli amministratori con la perdita di 73 posti di lavoro, dopo aver incontrato difficoltà finanziarie, e ha sospeso la pubblicazione di tutti e tre i titoli. L'8 gennaio 2017, Classic Rock, insieme alle riviste gemelle Metal Hammer e Prog, sono state acquistate dai precedenti proprietari Future Publishing per £ 800.000 che ne hanno ripreso la pubblicazione.
Il 27 marzo 2018, la famiglia delle riviste di musicali di Future, tra cui Classic Rock, hanno cambiato marchio e furono comprese tutte sotto il nome Louder (noto anche come Louder Sound).

## Roll of Honour Awards
Nel 2004 la rivista Classic Rock istituì il Classic Rock Roll of Honor Awards. I vincitori dei premi vengono scelti da un apposito comitato di esperti e votati dai lettori della rivista. I vincitori vengono annunciati annualmente all'interno di una apposita manifestazione e presentati nella rivista.